# Капустин, Пётр Иннокентьевич
Пётр Инноке́нтьевич Капу́стин (4 сентября 1914, дер. Гавшино — 20 марта 1976, Красногорск, Московская область) — подполковник Советской Армии, участник Великой Отечественной войны, Герой Советского Союза (1945).

## Биография
Пётр Капустин родился 4 сентября 1914 года в деревне Гавшино (ныне — Тотемский район Вологодской области). Окончил три класса церковно-приходской школы. Рано остался без матери, работал вместе с отцом. В 1932 году Капустин окончил школу фабрично-заводского ученичества, после чего работал слесарем-пилоставом на лесозаводе в Архангельске. Окончил три курса рабфака. В январе 1936 года Капустин был призван на службу в Рабоче-крестьянскую Красную Армию. Окончил полковую школу. В 1938 году он был демобилизован. Проживал в Иваново, работал слесарем завода «Торфмаш». Летом 1939 года Капустин окончил курсы усовершенствования командного состава запаса. В январе 1940 года он повторно был призван в армию. С декабря 1941 года — на фронтах Великой Отечественной войны. Участвовал в боях на Калининском и 1-м Белорусском фронтах. К июлю 1944 года майор Пётр Капустин командовал батальоном 820-го стрелкового полка 117-й стрелковой дивизии 69-й армии 1-го Белорусского фронта. Отличился во время освобождения Польши.
29 июля 1944 года батальон одним из первых в своей дивизии вышел к Висле в районе города Казимеж-Дольны. Ночью того же дня Капустин организовал переправу через реку своих бойцов на подручных средствах, однако до рассвета на западный берег успели переправиться лишь три роты, после чего из-за авианалётов и артобстрелов переправляться на данном участке стало невозможно. Капустин и оставшиеся на восточном берегу подразделения батальона спустились вниз по течению и переправились на западный берег. С боем батальон воссоединился и отбил большое количество немецких контратак, удерживая плацдарм в течение пяти дней. В тех боях бойцы батальона уничтожили 32 пулемёта, 4 миномёта и большое количество солдат и офицеров противника. 5 августа, когда подошло подкрепление, батальон Капустина перешёл в контрнаступление и продвинулся на 4 километра на запад. Во время дальнейшего наступления в январе 1945 года у Капустина открылась язва желудка, в результате чего он оказался в госпитале и на фронт больше не вернулся.
Указом Президиума Верховного Совета СССР от 27 февраля 1945 года за «образцовое выполнение заданий командования и проявленные мужество и героизм в боях с немецкими захватчиками» гвардии майор Пётр Капустин был удостоен высокого звания Героя Советского Союза с вручением ордена Ленина и медали «Золотая Звезда» за номером 7265.
После окончания войны Капустин продолжил службу в Советской Армии. С 1951 года он служил начальником 2-й части Центрального районного военного комиссариата города Сталинграда. В 1956 году в звании подполковника Капустин был уволен в запас. Проживал в Волгограде, занимался общественной деятельностью. Весной 1976 года, находясь в гостях у младшей дочери в Красногорске, тяжело заболел и 20 марта того же года скончался. Похоронен на Пенягинском кладбище Красногорска.
Был также награждён орденами Красного Знамени, Александра Невского, двумя орденами Красной Звезды, рядом медалей.